# Autostrada Seward
L'autostrada Seward (Seward Highway in inglese) è un'autostrada che collega la città di Anchorage con la cittadina di Seward nella penisola di Kenai, in Alaska. La Seward Highway è la porzione meridionale della Alaska Route 1 che collega Homer (all'estremo sud della penisola di Kenai) con Tok Junction (a pochi chilometri dal confine con il Canada).

## Storia
Questa strada che si estende per 201 km (125 miglia) fu completata definitivamente nel 1951. I primi tratti ad essere completati furono quelli vicini a Seward: da Seward al lago Kenai (Kenai Lake) nel 1923; dal passo Moose (Moose Pass) alla cittadina di Hope nel 1928. Il ponte di collegamento (soprannominato The Missing Link) tra Seward e il passo Moose venne costruito nel 1946. La strada completa fu inaugurata il 19 ottobre del 1951, mentre nel 1952 fu interamente asfaltata.
Nel 2017 sono stati annunciati importanti miglioramenti alla viabilità dell'autostrada.
I primi 13 chilometri (dal centro di Anchorage) è costruita secondo gli standard dell'autostrada (a doppia corsia di marcia con separazione centrale). Esiste anche una Old Seward Highway, un percorso lungo 12 km sviluppato interamente all'interno della città di Anchorage.

## Percorso della strada
Il percorso della strada si sviluppa dal centro della città di Anchorage (inizia dall'incrocio con la 5th Avenue), costeggia il braccio di mare di Turnagain (Turnagain Arm), quindi nei pressi di Portage  entra nella penisola di Kenai (Kenai Peninsula), attraversa la foresta nazionale di Chugach (Chugach National Forest) e le montagne del Kenai (Kenai Mountains), lascia l'Alaska Route 1 (o altrimenti chiamata autostrada Sterling) a ovest (dopo 141 km) presso la località Tern Lake Junction, quindi superando il passo Moose (Moose Pass) termina nella cittadina marittima di Seward sulla Alaska Route 9 (per gli ultimi 60 km). Attraversa due borough: Anchorage e borough della Penisola di Kenai (Kenai Peninsula Borough); la divisione tra i due borough è a pochi chilometri dopo Portage verso Seward.
Tracciato dell'autostrada  Gli indicatori delle miglia misurano la distanza da Seward.
| Borough                                     | Strada         | Località                         | Mile  | Km    | Descrizione | Coordinate             | Immagine |
| ------------------------------------------- | -------------- | -------------------------------- | ----- | ----- | --- | ---------------------- | -------- |
| Penisola di Kenai (Kenai Peninsula Borough) | Alaska Route 9 | Seward                           | 0     | 0     | Incrocio con la strada Railway Avenue a Seward: qui inizia l'autostrada (di fronte al Alaska SeaLife Center)                          | 60°06′00″N 149°26′31″W |          |
| Penisola di Kenai (Kenai Peninsula Borough) | Alaska Route 9 | Seward                           | 0,7   | 1,1   | Incrocio con la strada A Street | 60°06′34″N 149°26′31″W |          |
| Penisola di Kenai (Kenai Peninsula Borough) | Alaska Route 9 | Seward                           | 1,5   | 2,4   | Incrocio con la strada Port Avenue | 60°07′15″N 149°26′27″W |          |
| Penisola di Kenai (Kenai Peninsula Borough) | Alaska Route 9 | Bear Creek                       | 3,3   | 5,3   | Bivio con la strada Nash Road | 60°08′37″N 149°24′58″W |          |
| Penisola di Kenai (Kenai Peninsula Borough) | Alaska Route 9 | Bear Creek                       | 3,8   | 6,1   | Bivio per Herman Leirer Road (strada per il ghiacciaio Exit                                                                           | 60°09′01″N 149°25′12″W |          |
| Penisola di Kenai (Kenai Peninsula Borough) | Alaska Route 9 | Bear Creek                       | 5     | 8     | La strada entra nel parco Foresta Nazionale di Chugach (Chugach National Forest)                                                      | 60°10′10″N 149°24′05″W |          |
| Penisola di Kenai (Kenai Peninsula Borough) | Alaska Route 9 | Bear Creek                       | 6,7   | 10,7  | Bivio per il lago dell'orso (Bear Lake)                                                                                               | 60°11′10″N 149°22′58″W |          |
| Penisola di Kenai (Kenai Peninsula Borough) | Alaska Route 9 | Primrose                         | 16,9  | 27,3  | Bivio per Primrose Spur Road | 60°19′33″N 149°21′35″W |          |
| Penisola di Kenai (Kenai Peninsula Borough) | Alaska Route 9 | Moose Pass                       | 28,8  | 46,4  | Passo Mose e bivio per Depot Road | 60°29′17″N 149°22′15″W |          |
| Penisola di Kenai (Kenai Peninsula Borough) | Alaska Route 9 | Moose Pass                       | 31,8  | 51,1  | Bivio per il Johnson Pass Trail | 60°30′08″N 149°25′46″W |          |
| Penisola di Kenai (Kenai Peninsula Borough) | Alaska Route 9 | Moose Pass                       | 36,9  | 59,38 | Bivio per la Alaska Route 1 (fine della Alaska Route 9)                                                                               | 60°32′13″N 149°33′36″W |          |
| Penisola di Kenai (Kenai Peninsula Borough) | Alaska Route 1 | Lago Summit (Summit Lake)        | 43,1  | 69,3  | Bivio per Summit Creek Trail | 60°36′53″N 149°31′54″W |          |
| Penisola di Kenai (Kenai Peninsula Borough) | Alaska Route 1 | Lago Summit (Summit Lake)        | 45,3  | 72,9  | Summit Lake Lodge | 60°38′26″N 149°29′56″W |          |
| Penisola di Kenai (Kenai Peninsula Borough) | Alaska Route 1 | Lago Summit (Summit Lake)        | 55,7  | 89,6  | Bivio per Hope (Hope Highway) | 60°46′47″N 149°26′01″W |          |
| Penisola di Kenai (Kenai Peninsula Borough) | Alaska Route 1 | Passo Turnagain (Turnagain Pass) | 67,4  | 108,5 | Passo Turnagain | 60°47′38″N 149°12′02″W |          |
| Penisola di Kenai (Kenai Peninsula Borough) | Alaska Route 1 | Passo Turnagain (Turnagain Pass) | 74,3  | 119,6 | Ponte sul torrente Ingram (Ingram Creek Bridge)                                                                                       | 60°50′47″N 149°03′29″W |          |
| Municipalità di Anchorage                   | Alaska Route 1 | Portage                          | 78    | 125,5 | Bivio per Portage Glacier Highway | 60°49′07″N 148°58′35″W |          |
| Municipalità di Anchorage                   | Alaska Route 1 | Portage                          | 79,5  | 128   | Stazione ferroviaria per l'accesso alla comunità di Portage                                                                           | 60°50′24″N 148°58′54″W |          |
| Municipalità di Anchorage                   | Alaska Route 1 | Portage                          | 85,7  | 137,9 | La strada esce dal parco Foresta Nazionale di Chugach (Chugach National Forest)                                                       | 60°54′48″N 149°05′48″W |          |
| Municipalità di Anchorage                   | Alaska Route 1 | Girdwood                         | 89,3  | 143,7 | Bivio per la strada Alyeska Highway (accesso alla comunità di Girdwood)                                                               | 60°56′24″N 149°10′23″W |          |
| Municipalità di Anchorage                   | Alaska Route 1 | Girdwood                         | 89,5  | 144   | La strada entra nel parco statale di Chugach (Chugach State Park)                                                                     | 60°56′41″N 149°11′25″W |          |
| Municipalità di Anchorage                   | Alaska Route 1 | Girdwood                         | 100   | 160,9 | Bivio per la strada Sawmill Road (accesso alla comunità di Bird)                                                                      | 60°58′09″N 149°26′57″W |          |
| Municipalità di Anchorage                   | Alaska Route 1 | Girdwood                         | 103   | 165,8 | Bivio per la strada Indian Road (accesso alla comunità di Indian)                                                                     | 60°59′10″N 149°31′34″W |          |
| Municipalità di Anchorage                   | Alaska Route 1 | Anchorage                        | 114,4 | 184,2 | Bivio per le strade Potter Valley Road e Old Seward Highway; inoltre la strada esce dal parco statale di Chugach (Chugach State Park) | 61°03′14″N 149°47′54″W |          |
| Municipalità di Anchorage                   | Alaska Route 1 | Anchorage                        | 117,1 | 188,5 | Bivio per la strada Rabbit Creek Road                                                                                                 | 61°05′13″N 149°50′05″W |          |
| Municipalità di Anchorage                   | Alaska Route 1 | Anchorage                        | 117,6 | 189,3 | Incrocio con la Huffman Road e | 61°06′30″N 149°51′02″W |          |
| Municipalità di Anchorage                   | Alaska Route 1 | Anchorage                        | 119,8 | 192,8 | Incrocio con la O'Malley Road e la Minnesota Drive                                                                                    | 61°07′22″N 149°51′24″W |          |
| Municipalità di Anchorage                   | Alaska Route 1 | Anchorage                        | 121,3 | 195,2 | Incrocio con la East Dimond Boulevard e Abbott Road                                                                                   | 61°08′40″N 149°51′23″W |          |
| Municipalità di Anchorage                   | Alaska Route 1 | Anchorage                        | 122,8 | 197,6 | Incrocio con la East Dowling Road | 61°09′59″N 149°51′23″W |          |
| Municipalità di Anchorage                   | Alaska Route 1 | Anchorage                        | 123,8 | 199,2 | Incrocio con la East Tudor Road | 61°10′50″N 149°51′39″W |          |
| Municipalità di Anchorage                   | Alaska Route 1 | Anchorage                        | 125,3 | 201,7 | Incrocio con la 5 Avenue e fine dell'autostrada                                                                                       | 61°13′02″N 149°52′09″W |          |

(Non sempre le foto corrispondono esattamente alla località indicata)

## Turismo
La Seward Highway è ampiamente riconosciuta per i suoi valori scenici, naturali, storici e ricreativi. Le denominazioni che questa strada ha ricevuto sono tre: USDA Forest Service Scenic Byway, Alaska Scenic Byway e All-American Road.
I punti di interesse turistico sono:
- Appena usciti dall'abitato di Anchorage sulla sinistra si trova la Potter Marsh Wildlife, una palude formatasi nel 1916 e attrezzata con lunghi camminamenti sopraelevati (450 metri) per osservare i vari animali del biotopo.[7]
- I prime 80 chilometri della Seward Highway costeggiano la base dei Monti Chugach (Chugach Mountains) con il parco statale di Chugach (Chugach State Park) da un lato, e dall'altro le rive della baia di Turnagain (Turnagain Arm), dove è possibile vedere balene beluga, pecore Dall, varie cascate e aquile.
- L'onda di marea che invade la baia di Turnagain alta a volte oltre il metro. Il posto migliore per osservarla è il Bird Point (miglio 96).[9]
- Girdwood una pittoresca città con la vicina miniera di Crow Creek e il comprensorio sciistico di Alyeska.
- Il resto della strada fino a Seward è all'interno del parco Foresta Nazionale di Chugach (Chugach National Forest).
- Portage dove si organizzano escursioni al vicino ghiacciaio Portage.
- Bivio per la storica città mineraria di Hope, con la vista sul vicino Canyon Creek Bridge.
- Il lago Summit (Summit Lake) dove i cigni riposano durante le loro migrazioni primaverili e autunnali.
- Il passo Moose (Moose Pass) con i vicini laghi Upper Trail Lake, Lower Trail Lake e i meno vicini Grant Lake e Crescent Lake e più a sud il lago Kenai (Kenai Lake).
- Il ghiacciaio Exit (Exit Glacier) a pochi chilometri da Seward; uno dei ghiacciai più accessibili dell'Alaska.
- La cittadina marittima di Seward e le molte escursioni ai vicini ghiacciai marini del parco nazionale dei Fiordi di Kenai (Kenai Fjords National Park).